# Idalus tumara
Idalus tumara là một loài bướm đêm thuộc phân họ Arctiinae, họ Erebidae.